# 証人喚問

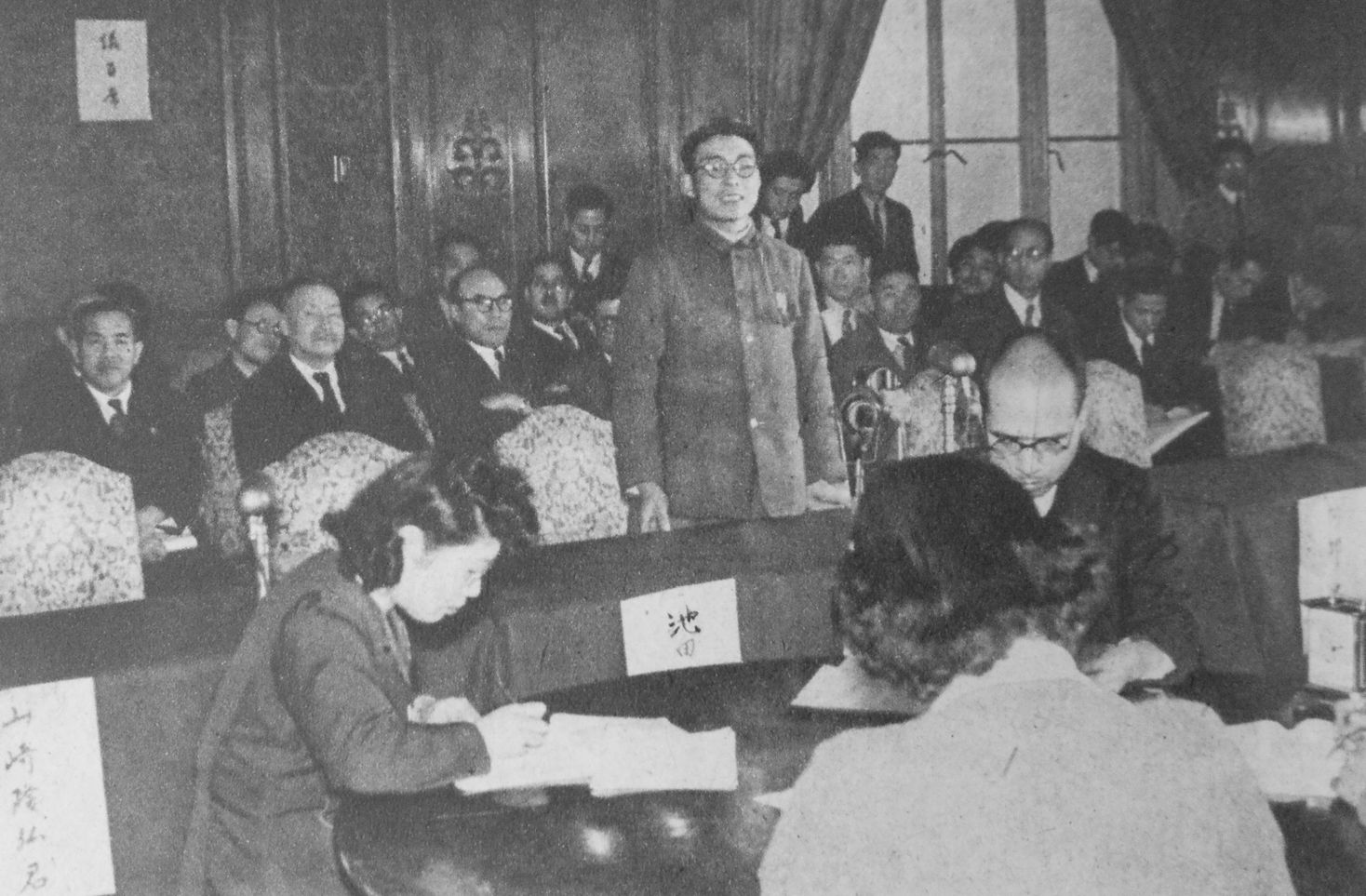
1949年4月、参議院に証人喚問された池田重善

証人喚問（しょうにんかんもん）とは、国会の各議院もしくは地方議会の百条委員会において証人を喚問すること。

## 国会の証人喚問

### 概説
憲法第62条では、「国会の各議院は、議案等の審査及びその他国政に関する調査のため、証人を喚問し、その証言を要求することができる」としている（議院の国政調査権）。これを具体化する立法として「議院における証人の宣誓及び証言等に関する法律」（「議院証言法」、昭和22年法律第225号）が制定されている。
この証人喚問権は「各議院」の権限とされており、衆参の各議院はそれぞれ独立して行使できる。各議院規則では、委員会にその権限を行使させることとなっている（衆議院規則第53条、参議院規則第182条第2項）。証人喚問の議決は1955年以降、全会一致が原則である。1955年以降多数決で議決されて証人喚問が行われたのは衆議院では3例（計9人）あるのみである。
出頭した証人には、「議院に出頭する証人等の旅費及び日当に関する法律」により、原則として旅費及び日当が支給される。ただし、証人が国会議員やその秘書、国会職員、政府特別補佐人、職務の関係で証人となった国家公務員、国が2分の1以上を出資している法人及び各議院の議長が協議して定める法人の役員・職員の場合は支給されない。ただし国会閉会中の国会議員には旅費のみ支給される（同法第1条）。
証人喚問の運用から、汚職事件など社会的な大不祥事の責任者と目される人物が喚問されるものという認識が浸透しているが、過去にはジャーナリストの倉地武雄が九頭竜川ダム汚職事件の取材で得た情報を証言するために喚問された事例もある。

### 手続
証人喚問に関する手続きについては、議院における証人の宣誓及び証言等に関する法律（「議院証言法」、昭和22年法律第225号）及び各議院規則（衆議院規則第54条、第257条、参議院規則第182条〜第185条）に定められている。

#### 証人の出頭を求める議決
各議院から証人として出頭及び証言又は書類の提出を要求されたときは、議院証言法に別段の定めのある場合を除いて、何人もこれに応じなければならない（議院証言法第1条）。出頭がない場合において委員会は不出頭につき正当な理由があるか否かを決する（昭和53年衆議院委員会先例集191）。
拘置所に勾留されていたり病床にあったりして証人の国会への出席が難しい場合は、2人以上の議員を派遣して司法当局や病院での出張尋問ができる（議院証言法第1条の2）。しかし、勾留されている刑事被告人へ出張尋問をする場合、裁判所による接見禁止解除の決定が必要である。過去の勾留されている刑事被告人への出張尋問は起訴後に行われており、起訴前に行われた例はない。

#### 証人への通知
原則として、証人に対しては出頭すべき日の5日前（外国にあるものについては10日前）までに出頭すべき日（証言すべき日）を通知する必要がある（議院証言法第1条の3）。通知は各議院の議長が行う（衆議院規則第257条第1項、参議院規則第182条）。書面には証言を求める案件、日時及び場所、正当な理由なく出頭に応じない場合の罰則について記載することとされる（昭和53年衆議院委員会先例集181・183、昭和53年参議院委員会先例録256）。

#### 補佐人の選任
証人は各議院の議長若しくは委員長又は両議院の合同審査会の会長の承認を経て、宣誓及び証言の拒絶に関する事項に関して助言できる補佐人を選任することができる（議院証言法第1条の4第1項）。補佐人は弁護士から選出される（議院証言法第1条の4第2項）。補佐人の職務は、証人の求めに応じて、宣誓及び証言の拒絶に関する事項に関して助言することであり、その範囲に限られる（議院証言法第1条の4第3項）。証人が補佐人の助言を求めたい場合には委員長の許可を得て助言を求めることになる。なお、補佐人自身が発言することや補佐人の側から証人に助言することは認められていない。

#### 証人の宣誓
議院証言法により証人には宣誓させなければならないことになっている。証人に宣誓拒否事由があるときは宣誓を拒否することができる（議院証言法第4条。なお、議院証言法第1条の5により、その旨について宣誓前に証人に告知することとなっている）。証人の宣誓に先立って、委員長は証言を拒むことが認められる場合を告げ、また、正当な理由なく証言を拒んだり虚偽の証言をした場合には罰せられる旨を警告することとなっている（昭和53年衆議院委員会先例集186、昭和53年参議院委員会先例録260）。
議院証言法（第2条・第3条）により、証人は喚問において証言の前に「宣誓書　良心に従って真実を述べ何事も隠さず、また、何事も付け加えないことを誓います　（日付・氏名）」と宣誓書を朗読（宣誓）し、宣誓書に署名・捺印しなければならない。証人は宣誓を起立して行うが、その際には委員長・委員・職員など委員会内のすべての者が起立することになっている（総員起立）（昭和53年衆議院委員会先例集187、昭和53年参議院委員会先例録261）。

#### 証人への尋問
宣誓した証人は証言拒否事由（議院証言法第4条）のない限り証言を拒むことができず、真実を述べなければならない。正当な理由なく証言を拒否したり、嘘をついた場合には、訴追の対象となる。
証人喚問は時間が限られるため、質問者となる議員は質問内容が重複しないように他の質問者と事前に調整する場合もある。また、委員長は喚問に先立って各委員に対して、厳に不規則発言（やじ）や議事の妨げになるような言動を慎むよう求めることが多い（これは党首討論においても同様に注意事項を説明している）。喚問においては、まず委員長から総括的な質問がなされ、その後に質問者となった議員による質問が順次行われる（昭和53年衆議院委員会先例集181）。
原則として各証人別に喚問が行われるが、複数の証人を同席させて喚問する場合もある（昭和53年衆議院委員会先例集189、昭和53年参議院委員会先例録262）。1976年に発覚したロッキード事件では、複数の証人を同時に呼び対決喚問させた。また、2005年12月の構造計算書偽造問題に関する証人喚問でも2人の証人を同時に喚問した。
委員長は、証言を求める事項と無関係な尋問、威嚇的質問、侮辱的尋問などを制限できる（議院証言法第5条の2）。
委員会において証人が証言のために資料を持ち込むことを許可される場合があるが、議院証言法第1条により委員会には「書類の提出」を求めることが認められており、必要な手続をとれば証人が証言のために持ち込んだ資料を委員会へ提出させることができる。
証人は尋問の項目程度であればメモを取ることも許される。なお、補佐人は自由にメモを取ることができる。これらの事項については証言前に委員長から説明がある。

#### 宣誓・証言拒否事由
証人において次の場合には、宣誓や証言を拒むことができる（議院証言法第4条）。
- 以下に掲げる者が刑事訴追を受け、又は有罪判決を受けるおそれのあるとき（議院証言法第4条第1項）。これは、自己負罪拒否特権・証言拒絶権（日本国憲法第38条）の観点から認められる。

1. 証人自身
2. 証人の配偶者、三親等内の血族若しくは二親等内の姻族又は証人とこれらの親族関係があった者
3. 証人の後見人、後見監督人又は保佐人
4. 証人を後見人、後見監督人又は保佐人とする者

- 証人が以下の職にある場合、又はこれらの職にあった場合は、業務上委託を受けたため知り得た事実で他人の秘密に関するものであるとき。ただし、本人が承諾した場合は拒否できない（議院証言法第4条第2項）。これは刑法ほか、各種法令上の守秘義務の観点から認められる。

1. 医師
2. 歯科医師
3. 薬剤師
4. 助産師
5. 看護師
6. 弁護士（外国法事務弁護士を含む）
7. 弁理士
8. 公証人
9. 宗教の職にある者または宗教の職にあった者

なお、証人は以上の事由により宣誓や証言を拒むときは、その事由を示さなければならない（議院証言法第4条第3項）。正当の理由なく証人が出頭・宣誓・証言を拒否したものと認められるときは、証人喚問を行った委員会等は議院証言法第8条の規定により告発を行う（議院証言法第8条第1項。後述の「偽証等の告発」も参照）。
宣誓や証言の拒絶の当否については、基本的には委員会が決定する（院の自律権に属する事項と考えられている）。最高裁も「議院における偽証罪等の告発について特に同法第八条本文及び但書のごとき特別の規定を設けた趣旨に徴すれば議院内部の事は、議院の自治問題として取扱い同罪については同条所定の告発を起訴条件としたものと解するを相当とする」と判示する（昭和24年6月1日最高裁大法廷判決）。
日本国憲法第51条では国会議員の演説は院外での免責特権が規定されているが、1976年（昭和51年）9月8日の衆議院ロッキード問題に関する調査特別委員会における衆議院法制局長答弁では「国会議員が議院証言法上の証人として行った証言には憲法第51条の免責は働かない」とされており、実際に裁判所も現職国会議員の証人喚問に関して偽証罪が適用されている。

#### 公務所・監督庁の承認
証人が公務員（国務大臣、内閣官房副長官、内閣総理大臣補佐官、副大臣、大臣政務官及び大臣補佐官以外の国会議員を除く）である場合又は公務員であった場合、その者が知り得た事実について、本人又は当該公務所から職務上の秘密に関するものであることを申し立てたときは、当該公務所又はその監督庁の承認がなければ、証言を求めることができない（議院証言法第5条第1項）。この場合には当該公務所又は監督庁は理由を疏明しなければならず、その理由が証人喚問を実施する委員会等で受諾し得る場合には、証人は証言する必要がなくなる（議院証言法第5条第2項）。理由を受諾することができない場合、証人喚問を実施する委員会等は、その証言が国家の重大な利益に悪影響を及ぼす旨の内閣の声明を要求することができ、内閣によってその声明があった場合には証人は証言する必要がなくなる（議院証言法第5条第3項）。ただし、要求後10日以内に、内閣がその声明を出さないときは、証人は先に要求された証言をしなければならない（議院証言法第5条第4項）。
以上の点につき、証人が監督庁の承認を求めた例、監督庁の理由を委員会が受諾せず内閣に声明を求めた例、内閣が声明を行った例は過去に存在するが（昭和53年衆議院委員会先例集194〜197）、内閣が声明を出さずに証人が証言を要求された例はない。

#### 宣誓・証言の撮影・録音
委員会や両議院の合同審査会における証人の宣誓及び証言中の撮影及び録音については、委員長又は会長が、証人の意見を聴いた上で、委員会又は両議院の合同審査会に諮って許可することとなっている（議院証言法第5条の3第1項）。

#### 喚問の終了
喚問終了時には委員長が証人に対して退席を許可する。かつては喚問終了時に委員長より控室内もしくは20分以内に国会へ再出頭できる場所に待機するよう求められたこともあった。

#### 罰則規定
証人喚問に関連して以下の罰則が設けられている。
- 議院証言法により宣誓した証人が虚偽の陳述をしたとき

3月以上10年以下の懲役に処する（議院証言法第6条第1項）。ただし、審査や調査の終了前で、かつ犯罪の発覚する前に自白したときは刑が任意的に減免される（議院証言法第6条第2項）。
- 正当の理由なく証人が出頭・宣誓・証言を拒否したとき

1年以下の禁錮又は10万円以下の罰金に処する（議院証言法第7条第1項）。情状によって禁錮及び罰金を併科しうる（議院証言法第7条第2項）。
- 証人又はその親族に対し、当該証人の出頭・証言に関して正当の理由なく面会を強要し又は威迫する言動をした者

1年以下の懲役又は10万円以下の罰金に処する（議院証言法第9条）。

#### 偽証等の告発
証人喚問を行った委員会等は、議院証言法により宣誓した証人が虚偽の陳述をした、又は正当の理由なく証人が出頭・宣誓・証言を拒否したものと認めたときは、議院証言法第8条の規定にしたがって告発の手続に入る。1988年以降、偽証罪などの議院証言法違反の告発には出席委員の3分の2以上の賛成が必要になった（議院証言法第8条第2項）。なお、審査や調査の終了前で、かつ犯罪の発覚する前に自白したときは告発しないことを議決することができるとされている。
この告発は起訴条件（訴訟条件）であり、これを欠く公訴は不適法とされる（昭和24年6月1日最高裁大法廷判決）。
告発状は証人喚問を行った委員会等の長（委員長など）において作成するのが通例となっており、被告発人の住所と氏名、被疑事実などが記されており、この告発状は最高検察庁検事総長あてに提出される。その後、告発状は管轄の地方検察庁へ移送される。
担当検察官が被告発人につき起訴や不起訴等の処分を行ったときは、告発人たる証人喚問を行った委員会等の長（委員長など）あてに処分通知書を通知する（刑事訴訟法第260条）。
なお、前会期の証言につき後会期で偽証として告発した例があるが（昭和53年衆議院委員会先例集193）、事の性質上、会期不継続の原則とは無関係とされる。

### 日当の支給
議院に出頭する証人等の旅費及び日当に関する法律（昭和22年法律第81号）、議院に出頭する証人等の旅費及び日当支給規程（昭和22年9月1日両院議長協議決定）に基づき、証人等に対し旅費及び日当が支払われる（対象は民間人に限る）。内訳は次のとおり。
- 4時間未満の喚問：1日 19000円
- 4時間以上の喚問：1日 23200円
- 喚問期間中に国会に出頭しない日：1日 3000円
- 喚問期間中に宿泊する場合：1泊 14800円（初日の前日の宿泊以外で出頭しない日の宿泊は1泊13300円）
- 旅費：原則として鉄道、航空機、自動車、船舶を使うことを前提とする。
  - 自動車の場合は、1km当たり 37円。鉄道、航空機、船舶の場合は実費を支給する。
  - ただし、鉄道に関しては、片道50km以上の旅行については特急料金のほかグリーン料金が支払われる。

このような日当支給には、証人は喚問への出頭が義務付けられており（正当な理由なく出頭を拒んだ場合は罰せられる）、仕事を休んだ日数だけの給与を補填するという目的がある。

### 歴史
1950年の徳田要請問題に関して、ロシア語通訳で何の役職も持たない東京文理科大学の聴講生（学生）である菅季治は衆議院・参議院の両院で証人喚問を受けたが、二回目の衆議院の証人喚問翌日に遺書を残して自殺した。これは証人喚問が証人自身に多大なる精神的苦痛をあたえた例とされる。この事件により、菅季治のような一般人に対する証人喚問には慎重な姿勢を取っている。
1970年の言論出版妨害事件に対し社会党や共産党の野党が当事者である創価学会池田大作会長（当時）の証人喚問を要求。しかし公明党と自民党の反対で証人喚問は行われなかった。また池田は1994年の宗教法人法改正論議の際にも自民党から証人喚問要求を受けた。この時は公明党系議員がピケを張るなど執拗に抵抗、代案として当時会長だった秋谷栄之助を参考人招致することで合意した。また1996年には週刊誌に記載されたレイプ問題や創価学会員の事件に対し、自民党から証人喚問要求が出たが池田への証人喚問は行われず参考人招致すらない。
ロッキード事件の証人喚問では、当時の国際興業社主であった小佐野賢治が喚問を受け、偽証や証言拒否を避けつつ質問に対する本質的回答をしない「（全然）記憶にございません」を連発し、当時の流行語となった。その後、国会で喚問を受けた多くの証人が、この言葉を用いて質問から逃げるようになった。2002年に鈴木宗男事件で証人喚問された鈴木宗男が「記憶にございません」を多発した際には、辻元清美が「ど忘れ禁止法を適用したい」と表現して批判をした。
ロッキード事件の証人喚問では全日空社長の若狭得治は検察が国会の告発にない被疑事実まで訴追したのは違法として争ったが、最高裁は「議院証言法の趣旨は議院の自律権能を尊重するものであるが、告発の効力や範囲についてまで議院に委ねたものではない」「証人喚問における一個の宣誓に基づき、同一証人尋問の手続きで数個の陳述は一罪を構成するため、数個の陳述の一部分について議院の告発がなされた場合、一罪を構成する他の陳述部分についても効力が及ぶ」として合法とした。
1979年に発覚したダグラス・グラマン事件の証人喚問では、証人として出頭した海部八郎がペンを震わせながら宣誓書へ署名する姿など、非常に生々しい中継映像が注目を集めていた。ロッキード事件に関し疑惑を持たれ、証人喚問を受けた一人である中曽根康弘は、自身の喚問の際、喚問中のテレビ撮影を証人を晒し者にするとして人権上問題として訴え（日本の裁判では法廷撮影して画像や動画で記録・公表することは事実上禁止されている）、自民党がこれを受けて撮影の禁止を主張するようになる。
1988年、リクルート事件が発生すると、自民党は喚問中の撮影禁止を条件に証人喚問を受け入れると野党に提案し、共産党以外はこの条件を受け入れたため、同年の第113回国会で議院証言法が改められ、喚問中のテレビカメラによる撮影や、カメラマンによる写真撮影が一切禁止されるようになった（当時の議院証言法第五条の三）。
この後、証人喚問が開始される直前には、議長によりカメラマンが退去させられる姿やカメラを天井に向ける姿が映し出され、テレビ中継では、喚問前に撮影された映像からの静止画面と音声だけの中継という「紙芝居」形式が定着する。
1993年3月には、日本社会党などの野党がテレビ撮影を認めるよう改正する議院証言法改正案が参議院で野党の賛成で可決されているが、与党の反対により衆議院では廃案となっている。
しかし、汚職事件追及の過程での撮影禁止は世論の批判を招き、さらに、「映像が見たい」「本当に証人喚問が行われているのか」という声や、メディアの要望も強かったため、1998年には再度法律が改正され、撮影について喚問の冒頭に委員が認めた場合には許可されるようになった（証人に対しても事前に意思確認は求められるが、委員の意見が優先される。委員の判断で撮影が認められなかったことは2012年時点はない）。
これにより、1999年の商工ローン事件以降、汚職を追及された村上正邦の証人喚問などは喚問中の撮影が行われている。
2007年参院選で民主党が勝利し、参議院で野党が過半数を占め議長や主要委員長のポストを得たため、参議院での野党主導の証人喚問が行われやすくなり、与党が窮地に追いやられると思われた。その後、守屋武昌前防衛事務次官の山田洋行事件が発覚した際にも、参議院で野党主導の証人喚問が行われた。
しかし、2007年11月に接待問題で全会一致の慣例を破る形で野党が額賀福志郎財務大臣の証人喚問を議決した際に、証人喚問の実効性において野党にとって致命的な問題が露見した。証言拒否や偽証における議院証言法違反の告発には委員会で出席委員の3分の2以上の賛成が必要という点である。委員は議席数の会派勢力に応じて割りふらなければならず、野党主導では議院証言法違反の告発に与党委員全員が反対すれば、議院証言法違反の告発ができない問題点が浮上した（しかし、議院証言法の条文には「（正当な理由がない証言拒否や偽証は）訴追されなければならない」とあること、世間から見て野党の証人喚問議決や議院証言法違反の告発が正当と思われている場合、あからさまに身内を庇うことは与党への打撃につながり、与党が軟化すると予想されている）。また、野党が全会一致の慣例を崩す強行姿勢に対し、与党は3分の2を占める衆議院で与党単独で野党議員への証人喚問を行う「報復喚問」を示唆。衆議院では、2005年衆院選で与党が3分の2以上を占めていたため、野党が拒否しても与党単独で野党議員への議院証言法違反の告発が可能であった。その後、同時喚問を予定していた守屋の逮捕や野党共闘の乱れもあり、結局額賀へ証人喚問は無期限延期となった。
山田洋行事件に絡み、宮﨑元伸元専務に対し2008年5月22日の参議院で野党主導での証人喚問が行われた。与党は証人のプライバシーを理由にテレビ撮影の中止を要請したが受け入れられず、自民党と公明党は全員欠席した。証人喚問の議決自体は全会一致だった。

### 参考人招致との違い
誤解を招きやすい事柄として「参考人招致」（国会法第106条）があるが、これは証人喚問とは異なるもので、「関係者に話を聞かせてもらう」ことを目的としている。虚偽の証言を行ったとしても偽証罪に問われることはなく、撮影も自由である。証人喚問が行われる前にそれに先立って当人につき参考人招致が行われることがある。

### 過去に行われた証人喚問
- 徳田要請問題
- 二重煙突事件
- 鹿地事件
- 保全経済会事件
- 造船疑獄に絡む指揮権発動
- 九頭竜川ダム汚職事件
- ロッキード事件
- ニセ電話事件
- ダグラス・グラマン事件
- リクルート事件
- 共和汚職事件
- 東京佐川急便事件
- 椿事件
- 住専問題
- 日栄事件
- KSD事件
- 二信組事件
- 薬害エイズ問題
- 泉井事件
- 鈴木宗男事件
- 構造計算書偽造問題
- 山田洋行事件
- AIJ投資顧問事件
- 森友学園問題

### 過去の証人
地位・役職は、喚問当時のもの。
| 年月日         | 院 | 委員会                                                | 証人                  | 地位・役職                          | 案件                       | 備考・注目された発言 |
| -------------- | -- | ----------------------------------------------------- | --------------------- | ----------------------------------- | -------------------------- | --- |
| 1948年6月1日   | 衆 | 不当財産取引調査 特別委員会                           | 西尾末広              | 副総理 日本社会党執行部書記長       | 土建献金問題               | 「書記長である西尾末広個人がもらった」 |
| 1948年7月6日   | 衆 | 不当財産取引調査 特別委員会                           | 斎藤隆夫              | 前行政調査部総裁 民主自由党総務会長 | 政党創立政治資金問題       | |
| 1948年7月6日   | 衆 | 不当財産取引調査 特別委員会                           | 芦田均                | 首相 日本民主党総裁                 | 政党創立政治資金問題       | |
| 1948年7月6日   | 衆 | 不当財産取引調査 特別委員会                           | 田中萬逸              | 衆院副議長 日本進歩党元幹事長       | 政党創立政治資金問題       | |
| 1948年7月6日   | 衆 | 不当財産取引調査 特別委員会                           | 幣原喜重郎            | 元首相 民主自由党最高顧問           | 政党創立政治資金問題       | |
| 1948年7月31日  | 衆 | 不当財産取引調査 特別委員会                           | 斎藤隆夫              | 前行政調査部総裁                    | 政党創立政治資金問題       | |
| 1948年8月23日  | 衆 | 不当財産取引調査 特別委員会                           | 幣原喜重郎            | 元首相                              | 政党創立政治資金問題       | |
| 1948年9月24日  | 衆 | 不当財産取引調査 特別委員会                           | 長尾達生              | 衆議院議員                          | 炭鉱国管疑獄               | |
| 1948年12月12日 | 衆 | 不当財産取引調査 特別委員会                           | 吉田茂                | 首相                                | 政治資金問題               | |
| 1949年4月21日  | 参 | 法務委員会                                            | 日野原節三            | 昭和電工社長                        | 昭和電工事件               | |
| 1950年3月16日  | 参 | 在外同胞引揚問題 特別委員会                           | 徳田球一              | 日本共産党党首                      | 徳田要請問題               | |
| 1950年3月18日  | 参 | 在外同胞引揚問題 特別委員会                           | 菅季治                | ロシア語通訳/哲学者                 | 徳田要請問題               | |
| 1950年4月5日   | 衆 | 考査特別委員会                                        | 菅季治                | ロシア語通訳/哲学者                 | 徳田要請問題               | 証言翌日に自殺 |
| 1950年4月27日  | 衆 | 考査特別委員会                                        | 徳田球一              | 日本共産党党首                      | 徳田要請問題               | |
| 1951年10月30日 | 衆 | 行政監査特別委員会                                    | 石破二朗              | 建設省監察官                        | 公共事業費をめぐる不正事件 | |
| 1951年10月30日 | 衆 | 行政監査特別委員会                                    | 小峰保栄              | 会計検査院第四局長                  | 公共事業費をめぐる不正事件 | |
| 1951年10月30日 | 衆 | 行政監査特別委員会                                    | 中田政美              | 建設事務次官                        | 公共事業費をめぐる不正事件 | |
| 1952年3月19日  | 参 | 決算委員会                                            | 馬場義続              | 東京地検検事正                      | 二重煙突事件               | |
| 1952年12月10日 | 衆 | 法務委員会                                            | 鹿地亘                | 小説家                              | 鹿地事件                   | |
| 1954年2月1日   | 衆 | 行政監察特別委員会                                    | 平野力三              | 元農林大臣                          | 保全経済会事件             | 「伊藤斗福理事長の話として広川弘禅を通じて、池田勇人・佐藤栄作・重光葵・大麻唯男・鳩山一郎・三木武吉に献金した」 |
| 1954年9月6日   | 衆 | 決算委員会                                            | 佐藤藤佐              | 検事総長                            | 造船疑獄                   | 「指揮権発動によって、捜査に支障を来たした」 |
| 1954年9月7日   | 衆 | 決算委員会                                            | 馬場義続              | 東京地検検事正                      | 造船疑獄                   | |
| 1958年9月9日   | 衆 | 決算委員会                                            | 川島正次郎            | 自民党幹事長                        | 第1次FX問題                | |
| 1958年9月9日   | 衆 | 決算委員会                                            | 河野一郎              | 自民党総務会長                      | 第1次FX問題                | |
| 1958年9月16日  | 衆 | 決算委員会                                            | 左藤義詮              | 防衛庁長官                          | 第1次FX問題                | |
| 1965年3月2日   | 衆 | 決算委員会                                            | 藤井崇治              | 前電源開発総裁                      | 九頭竜川ダム汚職事件       | |
| 1965年3月2日   | 衆 | 決算委員会                                            | 倉地武雄              | 言論時代社社長                      | 九頭竜川ダム汚職事件       | |
| 1976年2月16日  | 衆 | 予算委員会                                            | 小佐野賢治            | 国際興業社主                        | ロッキード事件             | 「記憶にございません」を連発 「コーチャンから依頼された件については聞き流しにし、誰にも口外していない」（偽証） 「ロッキード社あるいは全日空に関することで児玉誉士夫と話し合ったことはない」（偽証）                                                 |
| 1976年2月16日  | 衆 | 予算委員会                                            | 若狭得治              | 全日空社長                          | ロッキード事件             | |
| 1976年2月16日  | 衆 | 予算委員会                                            | 渡辺尚次              | 全日空副社長                        | ロッキード事件             | |
| 1976年2月17日  | 衆 | 予算委員会                                            | 檜山広                | 丸紅会長                            | ロッキード事件             | 「丸紅がロッキード社から正規の手数料以外の金を受け取ったことは絶対ない」（偽証） 「領収証にサインはしたが金品の授受については一切関知していないとの報告を丸紅幹部から受け、これを確信している」（偽証）                                              |
| 1976年2月17日  | 衆 | 予算委員会                                            | 大久保利春            | 丸紅専務                            | ロッキード事件             | |
| 1976年2月17日  | 衆 | 予算委員会                                            | 伊藤宏                | 丸紅専務                            | ロッキード事件             | |
| 1976年2月17日  | 衆 | 予算委員会                                            | 松尾泰一郎            | 丸紅専務                            | ロッキード事件             | |
| 1976年3月1日   | 衆 | 予算委員会                                            | 伊藤宏                | 前丸紅専務                          | ロッキード事件             | |
| 1976年3月1日   | 衆 | 予算委員会                                            | 大久保利春            | 前丸紅専務                          | ロッキード事件             | |
| 1976年3月1日   | 衆 | 予算委員会                                            | 大庭哲夫              | 前全日空社長                        | ロッキード事件             | |
| 1976年3月1日   | 衆 | 予算委員会                                            | 若狭得治              | 全日空社長                          | ロッキード事件             | 「大庭前社長とダグラスとの間に航空機の発注に関するオプションがあったことは知らなかった」（偽証） 「全日空がロッキードから正規の手数料以外の現金を受領して裏金化したことはない」（偽証）                                                              |
| 1976年6月9日   | 衆 | ロッキード問題調査 特別委員会                         | 朝田静夫              | 日本航空社長                        | ロッキード事件             | |
| 1976年6月16日  | 衆 | ロッキード問題調査 特別委員会                         | 渡辺尚次              | 全日空副社長                        | ロッキード事件             | |
| 1976年6月17日  | 衆 | ロッキード問題調査 特別委員会                         | 大庭哲夫              | 前全日空社長                        | ロッキード事件             | |
| 1976年6月23日  | 衆 | ロッキード問題調査 特別委員会                         | 内村信行              | 前運輸事務次官                      | ロッキード事件             | |
| 1976年6月24日  | 参 | ロッキード問題調査 特別委員会                         | 土屋清                | 元国防会議専門家会議委員            | ロッキード事件             | |
| 1976年6月24日  | 参 | ロッキード問題調査 特別委員会                         | 海原治                | 元国防会議事務局長                  | ロッキード事件             | |
| 1976年6月24日  | 衆 | ロッキード問題調査 特別委員会                         | 渡辺尚次              | 全日空副社長                        | ロッキード事件             | |
| 1976年6月30日  | 参 | ロッキード問題調査 特別委員会                         | 島田豊                | 元防衛事務次官                      | ロッキード事件             | |
| 1976年11月12日 | 参 | 法務委員会、 ロッキード問題調査 特別委員会 連合審査会 | 鬼頭史郎              | 元判事補                            | ニセ電話事件               | 宣誓拒否 |
| 1977年4月13日  | 衆 | ロッキード問題調査 特別委員会                         | 中曽根康弘            | 元自民党幹事長                      | ロッキード事件             | |
| 1977年5月11日  | 衆 | ロッキード問題調査 特別委員会                         | 東郷民安              | 前殖産住宅会長                      | 殖産住宅事件               | |
| 1979年2月14日  | 衆 | 予算委員会                                            | 植田三男              | 日商岩井社長                        | ダグラス・グラマン事件     | |
| 1979年2月14日  | 衆 | 予算委員会                                            | 海部八郎              | 日商岩井副社長                      | ダグラス・グラマン事件     | |
| 1979年3月19日  | 参 | 予算委員会                                            | 海部八郎              | 日商岩井副社長                      | ダグラス・グラマン事件     | 「日商岩井の政界工作に関するメモ（海部メモ）の作成に関知していない」（偽証） |
| 1979年3月31日  | 参 | 予算委員会                                            | 海部八郎              | 日商岩井副社長                      | ダグラス・グラマン事件     | |
| 辻良雄         | 参 | 予算委員会                                            | 前日商岩井会長        |                                     | ダグラス・グラマン事件     | |
| 1979年5月24日  | 衆 | 航空機輸入調査 特別委員会                             | 松野頼三              | 元自民党総務会長                    | ダグラス・グラマン事件     | 「松野頼三を育てるための政治献金」 |
| 1979年5月28日  | 参 | 航空機輸入調査 特別委員会                             | 松野頼三              | 元自民党総務会長                    | ダグラス・グラマン事件     | |
| 1979年7月11日  | 衆 | 航空機輸入調査 特別委員会                             | 海部八郎              | 日商岩井副社長                      | ダグラス・グラマン事件     | |
| 1988年11月21日 | 衆 | リクルート問題調査 特別委員会                         | 江副浩正              | 前リクルート会長                    | リクルート事件             | |
| 1988年11月21日 | 衆 | リクルート問題調査 特別委員会                         | 高石邦男              | 前文部事務次官                      | リクルート事件             | |
| 1988年11月21日 | 衆 | リクルート問題調査 特別委員会                         | 加藤孝                | 元労働事務次官                      | リクルート事件             | |
| 1988年12月6日  | 参 | 税制問題等調査 特別委員会                             | 江副浩正              | 前リクルート会長                    | リクルート事件             | |
| 1989年5月25日  | 衆 | 予算委員会                                            | 中曽根康弘            | 前首相                              | リクルート事件             | |
| 1991年8月29日  | 衆 | 証券金融問題 特別委員会                               | 田淵節也              | 野村證券会長                        | 証券損失補填問             | |
| 1991年8月29日  | 衆 | 証券金融問題 特別委員会                               | 岩崎琢弥              | 日興證券社長                        | 証券損失補填問             | |
| 1991年9月4日   | 参 | 証券金融問題 特別委員会                               | 田淵節也              | 野村證券会長                        | 証券損失補填問             | |
| 1991年9月4日   | 参 | 証券金融問題 特別委員会                               | 同前雅弘              | 大和證券社長                        | 証券損失補填問             | |
| 1991年9月4日   | 参 | 証券金融問題 特別委員会                               | 岩崎琢弥              | 日興證券社長                        | 証券損失補填問             | |
| 1991年9月4日   | 参 | 証券金融問題 特別委員会                               | 行平次雄              | 山一證券社長                        | 証券損失補填問             | |
| 1992年2月25日  | 衆 | 予算委員会                                            | 塩崎潤                | 元総務庁長官                        | 共和汚職事件               | |
| 1992年11月26日 | 衆 | 予算委員会                                            | 竹下登                | 元首相                              | 東京佐川急便事件           | |
| 1992年11月27日 | 衆 | 予算委員会                                            | 金丸信                | 前自民党副総裁                      | 東京佐川急便事件           | ※小田原市立病院において出張尋問 |
| 1992年12月7日  | 参 | 予算委員会                                            | 竹下登                | 元首相                              | 東京佐川急便事件           | |
| 1992年12月11日 | 衆 | 予算委員会                                            | 生原正久              | 前自民党副総裁秘書                  | 東京佐川急便事件           | 「使途先は刑事訴追の恐れがありますので証言を拒否します」 |
| 1993年2月17日  | 衆 | 予算委員会                                            | 小沢一郎              | 元自民党幹事長                      | 東京佐川急便事件           | |
| 1993年2月17日  | 衆 | 予算委員会                                            | 竹下登                | 元首相                              | 東京佐川急便事件           | |
| 1993年3月11日  | 衆 | 予算委員会                                            | 小針暦二              | 福島交通会長                        | 東京佐川急便事件           | ※榊原記念病院において出張尋問 |
| 1993年4月1日   | 参 | 予算委員会                                            | 田代一正              | 元平和相互銀行会長                  | 平和相互銀行事件           | |
| 1993年10月25日 | 衆 | 政治改革調査 特別委員会                               | 椿貞良                | 元テレビ朝日報道局長                | 椿事件                     | |
| 1994年6月21日  | 衆 | 予算委員会                                            | 細川護煕              | 前首相                              | 東京佐川急便事件           | |
| 1995年3月9日   | 衆 | 予算委員会                                            | 高橋治則              | 前東京協和信用組合理事長            | 二信組事件                 | |
| 1995年3月9日   | 衆 | 予算委員会                                            | 鈴木紳介              | 前安全信用組合理事長                | 二信組事件                 | |
| 1995年3月29日  | 参 | 予算委員会                                            | 高橋治則              | 前東京協和信用組合理事長            | 二信組事件                 | |
| 1995年3月29日  | 参 | 予算委員会                                            | 堀江鉄弥              | 日本長期信用銀行頭取                | 二信組事件                 | |
| 1995年3月30日  | 衆 | 予算委員会                                            | 三重野康              | 前日銀総裁                          | 二信組事件                 | |
| 1995年3月30日  | 衆 | 予算委員会                                            | 堀江鉄弥              | 日本長期信用銀行頭取                | 二信組事件                 | |
| 1995年6月17日  | 衆 | 予算委員会                                            | 山口敏夫              | 元労相                              | 二信組事件                 | 「余暇厚生文化財団の基本財産の流用に関与していない」（偽証） |
| 1995年6月17日  | 衆 | 予算委員会                                            | 中西啓介              | 元防衛庁長官                        | 二信組事件                 | |
| 1996年5月1日   | 参 | 予算委員会                                            | 原秀三                | 元住総社長                          | 住専事件                   | |
| 1996年5月1日   | 参 | 予算委員会                                            | 佐佐木吉之助          | 桃源社社長                          | 住専事件                   | 「不動産の賃貸についてビル管理会社を間に挟んだのは金融機関からの家賃差押えを免れることを目的とするものではない」（偽証） |
| 1996年5月2日   | 参 | 予算委員会                                            | 角道謙一              | 農林中央金庫理事長                  | 住専事件                   | |
| 1996年5月2日   | 参 | 予算委員会                                            | 橋本徹                | 富士銀行頭取                        | 住専事件                   | |
| 1996年7月23日  | 衆 | 厚生委員会                                            | 安部英                | 元帝京大学副学長                    | 薬害エイズ事件             | |
| 1997年3月21日  | 参 | 予算委員会                                            | 友部達夫              | 参議院議員                          | オレンジ共済組合事件       | ※警視庁において出張尋問 |
| 1997年11月28日 | 衆 | 予算委員会                                            | 泉井純一              | 元泉井石油商会代表                  | 泉井事件                   | 「山崎拓を通じて渡辺美智雄に献金」 |
| 1998年3月18日  | 衆 | 予算委員会                                            | 松野允彦              | 元大蔵省証券局長                    | 山一証券事件               | |
| 1998年5月12日  | 衆 | 予算委員会                                            | 三木淳夫              | 元山一證券社長                      | 山一証券事件               | |
| 1999年12月14日 | 参 | 財政・金融委員会                                      | 松田一男              | 日栄社長                            | 商工ローン問題             | |
| 1999年12月14日 | 参 | 財政・金融委員会                                      | 大島健伸              | 商工ファンド社長                    | 商工ローン問題             | |
| 2001年2月28日  | 参 | 予算委員会                                            | 村上正邦              | 前自民党参院議員会長                | KSD事件                    | 「刑事訴追の恐れがありますので証言を拒否します」を連発 |
| 2002年3月11日  | 衆 | 予算委員会                                            | 鈴木宗男              | 前衆院議院運営委員長                | 鈴木宗男事件               | 「島田建設からの金銭供与は政治資金規正法に基づいている」（偽証） 「モザンビーク共和国洪水災害への国際緊急援助隊の派遣に反対や異議を述べることはあり得ない」（偽証） 「島田建設株式会社側による秘書給与の肩代わりの事実関係を承知していない」（偽証） |
| 2005年12月14日 | 衆 | 国土交通委員会                                        | 木村盛好              | 木村建設社長                        | 構造計算書偽造問題         | |
| 2005年12月14日 | 衆 | 国土交通委員会                                        | 内河健                | 総合経営研究所所長                  | 構造計算書偽造問題         | |
| 2006年1月17日  | 衆 | 国土交通委員会                                        | 小嶋進                | ヒューザー社長                      | 構造計算書偽造問題         | 「刑事訴追の恐れがありますので証言を拒否します」を連発 |
| 2007年10月29日 | 衆 | 国際テロリズム 特別委員会                             | 守屋武昌              | 前防衛事務次官                      | 山田洋行事件               | 「山田洋行から、長期間にわたり日帰りゴルフ接待を受けていた際に毎回、一万円ずつ山田洋行側に支払った」（偽証） |
| 2007年11月15日 | 参 | 外交防衛委員会                                        | 守屋武昌              | 前防衛事務次官                      | 山田洋行事件               | 「接待の場に久間氏と額賀氏が同席」 「次女の米国留学資金は全て自分で賄った」（偽証） |
| 2008年5月22日  | 参 | 外交防衛委員会                                        | 宮﨑元伸              | 元山田洋行専務                      | 山田洋行事件               | |
| 2012年4月13日  | 衆 | 財務金融委員会                                        | 浅川和彦              | AIJ投資顧問社長                     | AIJ投資顧問事件            | |
| 2012年4月13日  | 衆 | 財務金融委員会                                        | 西村秀昭              | アイティーエム証券社長              | AIJ投資顧問事件            | |
| 2012年4月13日  | 衆 | 財務金融委員会                                        | 石山勲                | 東京年金経済研究所代表              | AIJ投資顧問事件            | |
| 2012年4月24日  | 参 | 財務金融委員会                                        | 浅川和彦              | AIJ投資顧問社長                     | AIJ投資顧問事件            | |
| 2012年4月24日  | 参 | 財務金融委員会                                        | 西村秀昭              | アイティーエム証券社長              | AIJ投資顧問事件            | |
| 2017年3月23日  | 参 | 予算委員会                                            | 籠池康博 （籠池泰典） | 森友学園理事長                      | 森友学園問題               | |
| 2017年3月23日  | 衆 | 予算委員会                                            | 籠池康博 （籠池泰典） | 森友学園理事長                      | 森友学園問題               | |
| 2018年3月27日  | 参 | 予算委員会                                            | 佐川宣寿              | 前国税庁長官 財務省前理財局長       | 森友学園問題               | ※財務省決裁文書書き換え問題 「刑事訴追の恐れがありますので証言を拒否します」を連発 |
| 2018年3月27日  | 衆 | 予算委員会                                            | 佐川宣寿              | 前国税庁長官 財務省前理財局長       | 森友学園問題               | ※財務省決裁文書書き換え問題 「刑事訴追の恐れがありますので証言を拒否します」を連発 |

## 百条委員会の証人喚問

### 概説
地方自治法は、普通地方公共団体の議会は、当該普通地方公共団体の事務（自治事務にあっては労働委員会及び収用委員会の権限に属する事務で政令で定めるものを除き、法定受託事務にあっては国の安全を害するおそれがあることその他の事由により議会の調査の対象とすることが適当でないものとして政令で定めるものを除く）に関する調査を行うことができると定める（地方自治法第100条第1項前段、いわゆる百条調査権）。この場合において、当該調査を行うため特に必要があると認めるときは、選挙人その他の関係人の出頭及び証言並びに記録の提出を請求することができる（地方自治法第100条第1項後段）。このように地方自治法第100条の規定に基づき議会に設置された委員会（いわゆる百条委員会）は証人喚問を行うことができる。

### 手続
百条委員会での証人喚問に関する手続きについては、地方自治法に定めがある場合を除き、民事訴訟法など民事訴訟に関する法令の規定中証人の訊問に関する規定が準用される（地方自治法第100条第2項）。
ただし、過料、罰金、拘留又は勾引に関する規定については民事訴訟法の準用はない（地方自治法第100条第2項ただし書）。正当な理由のない出頭拒否・宣誓拒否・証言拒否あるいは虚偽証言については地方自治法に罰則規定がある（地方自治法第100条第3項・第7項）。

#### 証人の出頭
証人は出頭義務を負う（地方自治法第100条第3項）。証人が正当の理由なく出頭に応じなかったときの法定刑については、地方自治法に定めがあり6箇月以下の禁錮又は10万円以下の罰金に処せられる（同条同項）。

#### 証人の宣誓
証人には、特別の定めがある場合を除き、宣誓をさせなければならない（宣誓義務、民事訴訟法第201条第1項）。ただし、16歳未満の者又は宣誓の趣旨を理解することができない者を証人として尋問する場合には、宣誓をさせることができない（民事訴訟法第201条第2項）。
証人に宣誓拒否事由があるときは宣誓を拒否することができる（民事訴訟法第201条第4項）。宣誓拒否の理由は、疎明しなければならない（民事訴訟法第201条第5項・第198条）。宣誓拒否の当否については裁判所の決定により判断される（民事訴訟法第201条第5項・第199条）。証人が正当の理由なく宣誓を拒否したときの法定刑については、地方自治法に定めがあり6箇月以下の禁錮又は10万円以下の罰金に処せられる（地方自治法第100条第3項）。

##### 宣誓拒否事由
- 証人が以下に掲げる者に著しい利害関係のある事項について尋問を受けるときは、宣誓を拒むことができる（民事訴訟法第201条第4項）

1. 証人自身
2. 証人と配偶者、四親等内の血族若しくは三親等内の姻族の関係にあり、又はこれらの親族関係にあった者
3. 証人の後見人あるいは証人の被後見人にある者

#### 証人の証言
証人は原則として証言を拒むことができない（証言義務）。
証人に証言拒否事由があるときは証言を拒否することができる（民事訴訟法第196条・第197条）。証言拒絶の理由は、疎明しなければならない（民事訴訟法第198条）。
証言拒絶の当否については裁判所の決定により判断される（民事訴訟法第199条）。証人が正当の理由なく証言を拒否したときの法定刑については、地方自治法に定めがあり6箇月以下の禁錮又は10万円以下の罰金に処せられる（地方自治法第100条第3項）。
また、宣誓した証人が虚偽の陳述をしたときは3箇月以上5年以下の禁錮に処される（地方自治法第100条第7項）。ただし、議会において調査が終了した旨の議決がある前に自白したときは、その刑を減軽し又は免除することができる（地方自治法第100条第8項）。

##### 証言拒否事由
証人は次の場合には証言を拒むことができる（民事訴訟法第196条・第197条）。
- 以下に掲げる者が刑事訴追を受け又は有罪判決を受けるおそれがある事項に関するとき、あるいは名誉を害すべき事項に関するとき（民事訴訟法第196条）

1. 証人自身
2. 証人と配偶者、四親等内の血族若しくは三親等内の姻族の関係にあり、又はこれらの親族関係にあった者
3. 証人の後見人あるいは証人の被後見人にある者

- 以下に該当する場合（民事訴訟法第197条1項）

1. 民事訴訟法第191条第1項の場合（証人が公務員たる地位において知り得た事実について官公署の承認がないときなど）
2. 医師、歯科医師、薬剤師、医薬品販売業者、助産師、弁護士、弁理士、弁護人、公証人、宗教、祈祷若しくは祭祀の職にある者又はこれらの職にあった者が職務上知り得た事実で黙秘すべきものについて尋問を受ける場合
3. 技術又は職業の秘密に関する事項について尋問を受ける場合

ただし、民事訴訟法第第197条第1項の証言拒否事由については証人が黙秘の義務を免除された場合には適用されない（民事訴訟法第197条第2項）。

##### 官公署の承認
証人が公務員たる地位において知り得た事実については、その者から職務上の秘密に属するものである旨の申立を受けたときは、当該官公署の承認がなければ、当該事実に関する証言又は記録の提出を請求することができない（地方自治法第100条第4項）。この場合において当該官公署が承認を拒むときは、その理由を疏明しなければならない （同条同項）。議会はこの疏明に理由がないと認めるときは、当該官公署に対し、当該証言又は記録の提出が公の利益を害する旨の声明を要求することができる（地方自治法第100条第3項）。当該官公署が前項の規定による要求を受けた日から20日以内に声明をしないときは、選挙人その他の関係人は、証言又は記録の提出をしなければならない（地方自治法第100条第4項）。

#### 公開・非公開
百条委員会での証人喚問については公開の場合と非公開の場合があり、宣誓・証言中の撮影・録音についても制限されることがある。

#### 罰則規定
先述のように過料、罰金、拘留又は勾引に関する規定については民事訴訟法の準用はなく（地方自治法第100条第2項ただし書）、地方自治法に以下のような規定がある。
- 宣誓した証人が虚偽の陳述をしたとき

3箇月以上5年以下の禁錮に処する（地方自治法第100条第7項）。ただし、議会において調査が終了した旨の議決がある前に自白したときは、その刑を減軽し又は免除することができる（地方自治法第100条第8項）。
- 正当の理由なく出頭・宣誓・証言を拒否したとき

6箇月以下の禁錮又は10万円以下の罰金に処せられる（地方自治法第100条第3項）。
以上は民事訴訟法の相当規定よりも法定刑が重くなっている。
なお、議会は、出頭又は記録の提出の請求を受けた者が、正当の理由がないのに、議会に出頭しないとき、記録を提出しないとき、証言を拒んだとき、あるいは宣誓した証人が虚偽の陳述をしたときと認めるときは、告発しなければならない（地方自治法第100条第9項本文）。ただし、虚偽の陳述をした選挙人その他の関係人が、議会の調査が終了した旨の議決がある前に自白したときは、告発しないことができる（地方自治法第100条第9項ただし書）。

## 関連書籍
- 松沢浩一『議会法』ぎょうせい、1987年。ISBN 9784324007402。
- 阿部雅亮『証人喚問』角川書店、2002年。ISBN 9784048837750。